# Société nationale des constructions aéronautiques du Sud-Est
La Société nationale des constructions aéronautiques du Sud-Est (SNCASE) est une entreprise française née le 1er février 1937 et disparue en 1957. Elle a été créée par la nationalisation et le regroupement des sociétés Potez à Berre-l'Étang, CAMS à Vitrolles, Romano à Cannes, SPCA à Marseille, et Lioré et Olivier à Argenteuil et Clichy-la-Garenne.
En 1939, l'usine de Marignane est ouverte à la production où se localise déjà l'aéroport de Marignane.
À la fin de l'année 1940, la SNCASE absorbe la Société nationale des constructions aéronautiques du Midi (SNCAM), basée à Toulouse. 
En 1957, la SNCASE est regroupée avec la SNCASO pour constituer la société Sud-Aviation, ancêtre de la société Aérospatiale et d'Eurocopter. 

## Histoire
En 1937, commence le développement du SE.200 à la suite d'une demande d'Air France d'un hydravion géant permettant l'ouverture d'une ligne par l’Atlantique Nord sans escale. Son premier vol se déroule en 1942.
En 1942, c'est à la SNCASE qu'est confiée la mise au point et la construction en série du quadrimoteur de transport Bloch MB.161 qui sera le plus gros avion de transport français de l'époque et nommé SE.161 Languedoc.

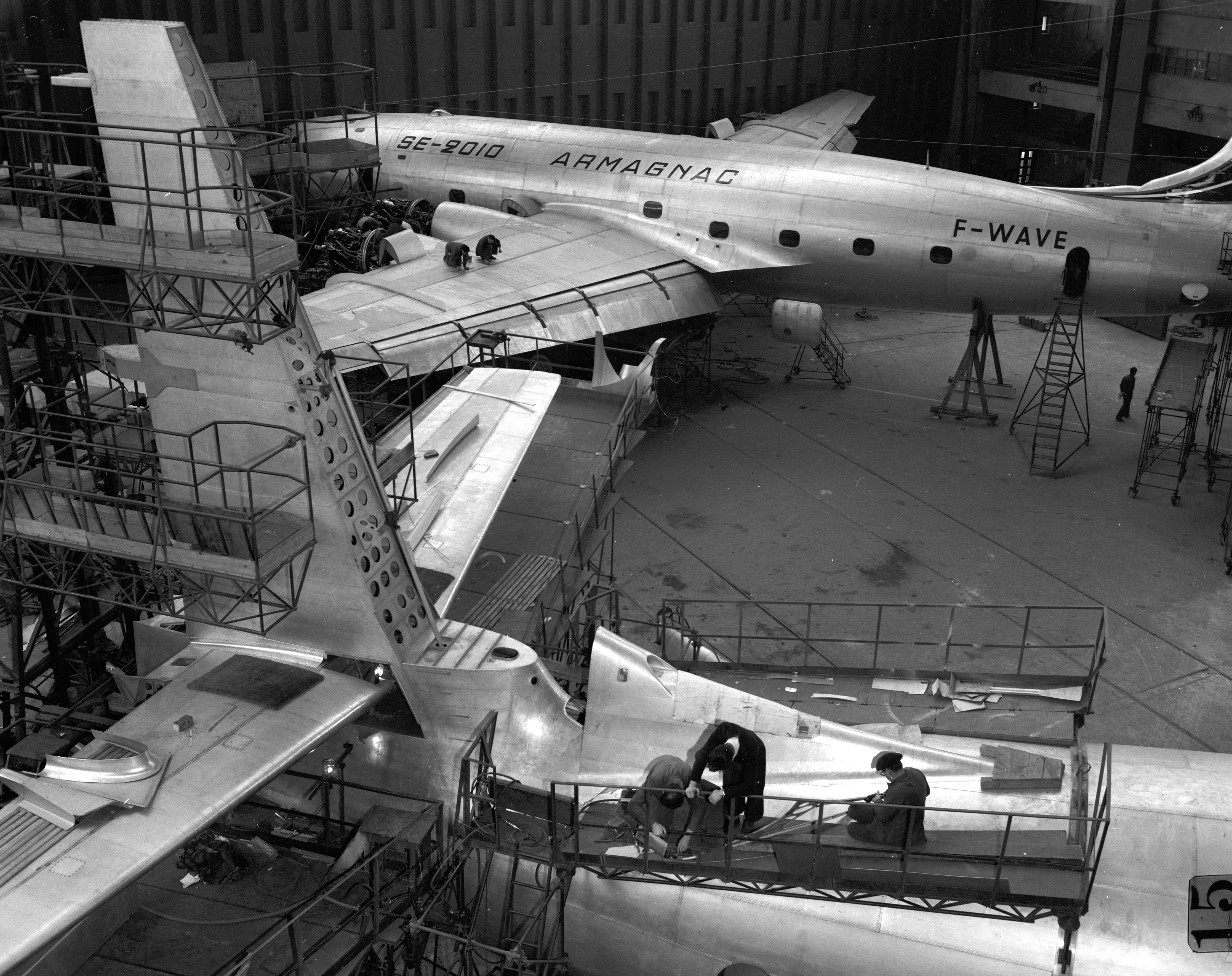
Assemblage d'un Armagnac.

En 1948, fort de cette expérience, un quadrimoteur beaucoup plus ambitieux est construit : il s'agit du SE.2010 Armagnac dont le premier vol a lieu le 2 avril 1949. Capable de transporter plus de 150 passagers sur 5 000 km, il est équipé de 4 moteurs Pratt & Whitney R-4360 de 3 500 ch et sera construit en 8 exemplaires.

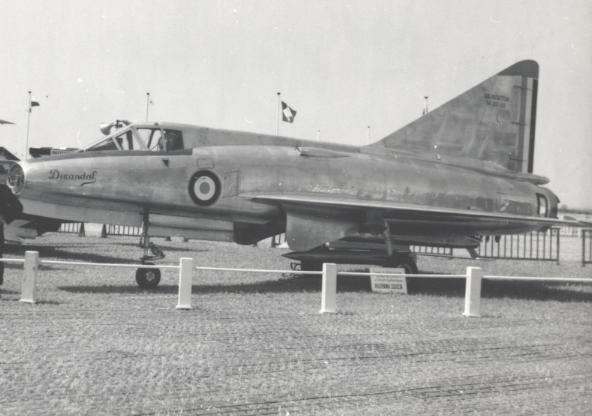
SNCASE SE.212 Durandal au Salon du Bourget 1957.

La société développa également des hydravions et des appareils militaires qui restèrent au stade de prototypes :
- le SE.2410 Grognard, chasseur-bombardier à deux réacteurs superposés qui effectue son premier vol le 30 avril 1950[3] ;
- le SE.5000 Baroudeur, décollant et atterrissant sur patins depuis des terrains non préparés ;
- le SE.212 Durandal, à aile delta ;
- le SE.700, petit autogire original.

Dans les années 1950, c'est la SNCASE qui est chargée de développer et construire deux avions de chasse :
- le Mistral, version sous licence du De Havilland Vampire britannique
- l'Aquilon, version sous licence du De Havilland Sea Venom britannique

C'est à la SNCASE qu'est étudiée et construite la première SE.210 Caravelle qui vola en 1955.
Dans les années 1950, la SNCASE travailla sur des prototypes de missiles sol-air à propulsion chimique et à statoréacteur, avec notamment cinq modèles qui s'illustrèrent : 
- le SE 4100, l'un des premiers missiles français de l'après-Guerre ;
- le SE 4200, l'un des premiers engins opérationnels à statoréacteur[4] ;
- le SE 4300 dépasse l'altitude de 20 000 mètres et plusieurs fois la vitesse du son[5] ;
- le SE 4400, détenteur, encore aujourd'hui, du record d'altitude pour un engin aérobie (67 km)[6].
- le SE 1910, chariot-fusée lanceur d'engins qui battra le record de vitesse sur rail en atteignant la vitesse de 328 km/h[7].

La SNCASE s'est également engagée dans l'étude et la construction d'hélicoptères. Ce fut le SE.3000 (une copie de l'hélicoptère allemand Focke-Achgelis FA 223 Drache réalisée par l'équipe allemande elle-même, qui donna la première impulsion. Elle développa ensuite la série des SE.3100 qui fut le début d'une longue série. Le SE.3120 fut le premier hélicoptère de la future série des Alouettes et le SE.3200 Frelon le premier de la gamme des futurs hélicoptères lourds SA.321 Super Frelon.